# Philautus malcolmsmithi
Philautus malcolmsmithi és una espècie extinta de granota que va viure a Sri Lanka.